# تيبتون فورد (ميزوري)
تيبتون فورد (بالإنجليزية: Tipton Ford)‏ هي إحدى المجتمعات الفردية (غير مصنفة) في ولاية ميزوري في الولايات المتحدة الأمريكية.